# Чайка (Ивановская область)
Ча́йка — деревня в Тейковском районе Ивановской области России, входит в состав Новолеушинского сельского поселения.

## География
Деревня находится в юго-западной части Ивановской области, в лесистой местности, на берегу озера Рубское.

### Часовой пояс
Деревня Чайка, как и вся Ивановская область, находится в часовой зоне МСК (московское время). Смещение применяемого времени относительно UTC составляет +3:00.

## История
В 1981 году указом Президиума Верховного Совета РСФСР посёлку турбазы «Чайка» присвоено наименование деревня Чайка.

## Население
| 2010 |
| ---- |
| 4    |

## Инфраструктура
В деревне находится курортный отель «Чайка».